# جاكي كلارك (مغنية)
جاكي كلارك (بالإنجليزية: Jackie Clarke)‏ هي مغنية نيوزيلندية، ولدت في 1966.

## وصلات خارجية
- جاكي كلارك على موقع IMDb (الإنجليزية)
- جاكي كلارك على موقع ميوزك برينز (الإنجليزية)
- جاكي كلارك على موقع قاعدة بيانات الفيلم (الإنجليزية)